# Załamek T

Załamek T na schemacie zapisu EKG pojedynczego cyklu pracy serca.

Załamek T – w terminologii medycznej określenie fragmentu zapisu elektrokardiograficznego odpowiadającego repolaryzacji komór serca.

## Prawidłowy załamek T
W prawidłowym zapisie EKG załamek T pojawia się po zespole QRS, w czasie ok. 80 ms (czas ten odpowiada odcinkowi ST). Prawidłowy czas trwania załamka T powinien wynosić 120–160 ms a jego amplituda nie powinna przekraczać 0,6 mV w odprowadzeniach kończynowych oraz 1 mV w odprowadzeniach przedsercowych. Nie są to jednak ścisłe wytyczne. U zdrowej osoby w odprowadzeniach I, II, V2–V6 załamki T powinny osiągać wartości dodatnie, w odprowadzeniu aVR ujemne, a w pozostałych mogą osiągać zarówno wartości ujemne jak i dodatnie.

## Zmiany załamka T
- Wysokie załamki T mogą być oznaką:
  - pobudzenia układu przywspółczulnego,
  - podwyższonego stężenia potasu w surowicy,
  - ostrego niedokrwienia mięśnia sercowego.
- Płaskie załamki T są objawem nieswoistym. Mogą towarzyszyć:
  - uszkodzeniu serca o różnej etiologii,
  - pobudzeniu układu współczulnego,
  - niedokrwistości,
  - niedoczynności tarczycy,
  - obniżonemu stężeniu potasu w surowicy,
  - menopauzie.
- Płytkie, ujemne załamki T podobnie jak płaskie, mogą powstawać na skutek uszkodzenia mięśnia sercowego o różnorakiej etiologii.
- Głębokie, ujemne załamki T występują w zawale serca.
- Dwufazowe (ujemno-dodatnie) załamki występują w przypadku:
  - bloku odnogi pęczka Hisa,
  - zespołu preekscytacji,
  - przerostu i przeciążenia komór serca.
- Naprzemienność załamka T polega na zmieniającej się amplitudzie wychylenia krzywej EKG w co drugim cyklu pracy serca. Stwierdzenie naprzemienności wskazującej na zwiększone ryzyko napadowego częstoskurczu komorowego, migotania komór oraz śmierci sercowej, często nie jest możliwe podczas wzrokowej oceny EKG i wymaga analizy komputerowej.